# Чемпионат мира по самбо 2003

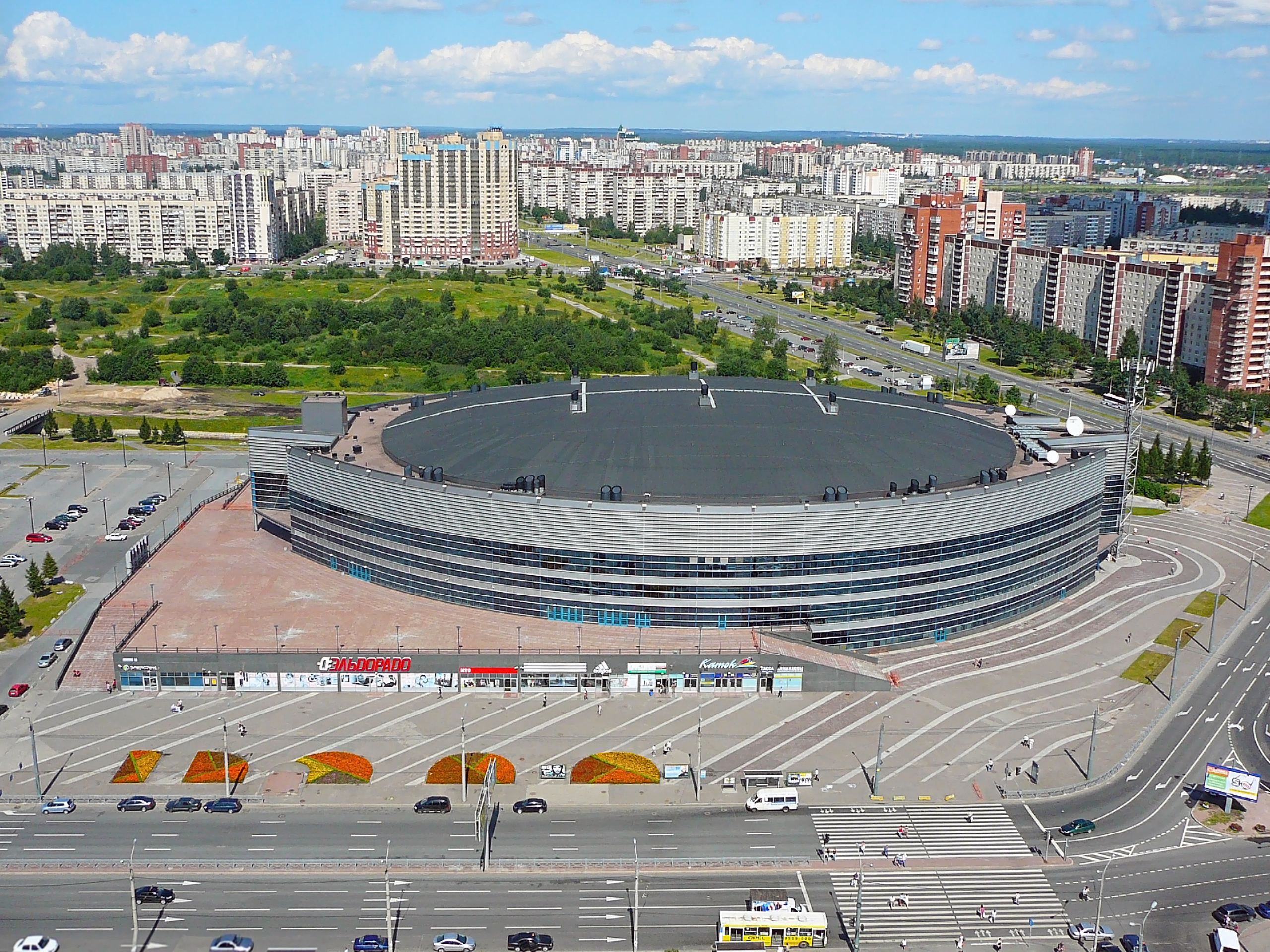
Ледовый дворец, в котором проходили соревнования

XXVII Чемпионат мира по самбо 2003 года прошёл в Санкт-Петербурге 7-9 ноября в Ледовом дворце спорта, среди женщин — 11 октября во Владивостоке. В соревнованиях мужчин приняли участие представители 32 стран.

## Медалисты

### Мужчины
| Весовая категория | Золото                         | Серебро                      | Бронза                                                       |
| ----------------- | ------------------------------ | ---------------------------- | ------------------------------------------------------------ |
| до 52 кг          | Схатбий Альхаов Россия         | Шавкат Жураев Узбекистан     | Костадин Табаков Болгария Бирлес Есенгалиев Казахстан        |
| до 57 кг          | Хаким Назаралиев Азербайджан   | Александр Паньков Россия     | Марат Таханов Казахстан Гела Бараташвили Грузия              |
| до 62 кг          | Денис Мухин Россия             | Сурик Мекинян Армения        | Хашбаатарын Цагаанбаатар Монголия Бауржан Искаков Кыргызстан |
| до 68 кг          | Георгий Георгиев Болгария      | Гантумурийн Дашдава Монголия | Кондрат Ламков Молдова Кайратбек Кунсафин Казахстан          |
| до 74 кг          | Виктор Савинов Украина         | Руслан Сазонов Россия        | Акрам Ишов Узбекистан Константин Семёнов Беларусь            |
| до 82 кг          | Дамдинсурэнгийн Нямху Монголия | Алексей Харитонов Россия     | Кириакос Иосифидис Греция Магомед Абдулганилов Беларусь      |
| до 90 кг          | Аслан Унашхотлов Россия        | Юрий Сеножатский Беларусь    | Руслан Рустамов Азербайджан Анатолий Волошинов Украина       |
| до 100 кг         | Юрий Рыбак Беларусь            | Георгий Стоянов Болгария     | Руслан Машуренко Украина Батжаргалын Одхуу Монголия          |
| свыше 100 кг      | Мурат Хасанов Россия           | Георгий Тонков Болгария      | Леонид Свирид Беларусь Звиад Чинчаладзе Грузия               |

#### Командный зачёт
| Место | Страна      | Золото | Серебро | Бронза | Всего |
| ----- | ----------- | ------ | ------- | ------ | ----- |
| 1     | Россия      | 4      | 3       | 0      | 7     |
| 2     | Болгария    | 1      | 2       | 1      | 4     |
| 3     | Беларусь    | 1      | 1       | 3      | 5     |
| 4     | Монголия    | 1      | 1       | 2      | 4     |
| 5     | Украина     | 1      | 0       | 2      | 3     |
| 6     | Азербайджан | 1      | 0       | 1      | 2     |
| 7     | Узбекистан  | 0      | 1       | 1      | 2     |
| 8     | Армения     | 0      | 1       | 0      | 1     |
| 9     | Казахстан   | 0      | 0       | 3      | 3     |
| 10    | Грузия      | 0      | 0       | 2      | 2     |
| 11    | Греция      | 0      | 0       | 1      | 1     |
| 11    | Кыргызстан  | 0      | 0       | 1      | 1     |
| 11    | Молдова     | 0      | 0       | 1      | 1     |

### Женщины
| Весовая категория | Золото                            | Серебро                          | Бронза                                                       |
| ----------------- | --------------------------------- | -------------------------------- | ------------------------------------------------------------ |
| до 48 кг          | Татьяна Москвина · Беларусь       | Оксана Фалеева · Россия          | Ирина Пауникина · Болгария Татьяна Тривиц                    |
| до 52 кг          | Татьяна Зенченко · Россия         | Мэгуми Фудзии · Япония           | Галина Томяк · Украина Марина Фадеева · Беларусь             |
| до 56 кг          | Цишигбат Эрдэнэт-Од · Монголия    | Людмила Кристия · Молдова        | Оксана Степанюк · Россия Анджела Паим · Беларусь             |
| до 60 кг          | Анна Репида · Молдова             | Ольга Панчук · Украина           | Тумен-Од Баттэгс · Монголия Оксана Кокорина · Туркменистан   |
| до 64 кг          | Наталья Мельникова · Россия       | Надежда Покора · Украина         | Найдан Отгонцэцэг · Монголия Яна Драгун · Беларусь           |
| до 68 кг          | Батдгаргал Батдэмбэрэл · Монголия | Наталья Павлова · Россия         | Наталья Смаль · Украина Александра Болокан · Молдова         |
| до 72 кг          | Марина Прищепа · Украина          | Елена Задворнова · Россия        | Менцзая Цэдэвсурен · Монголия Олеся Назаренко · Туркменистан |
| до 80 кг          | Мария Семенюк · Украина           | Вероника Татару · Молдова        | Доржготов Цэрэнцанд · Монголия Оксана Обламская · Беларусь   |
| свыше 80 кг       | Юлия Борисик · Беларусь           | Эрдэнэ Очир Долгормаа · Монголия | Вита Придатко · Украина Цветана Бажилова · Болгария          |

#### Командный зачёт
1. Украина;
2. Монголия;
3. Россия;
4. Беларусь;
5. Молдова;
6. Туркменистан;
7. Казахстан;
8. Болгария;
9. Япония;
10. Узбекистан.